# 7-и отделен ракетен дивизион
7-и отделен ракетен дивизион е бивша част от Сухопътните войски на Българската армия.

## Въоръжение
Дивизионът е бил въоръжен с тактически ракетни комплекси „Луна“: 2К6 „Луна“ (FROG) и 9К52 „Луна-М“ (FROG-7)

## История
По решение на висшето държавно ръководство на Народна република България и военното командване на Българската народна армия през лятото на 1961 г. е прието първоешелонните съединения на армията да бъдат окомплектовани с ракетни дивизиони с тактическо назначение.
Избрано е първото мотострелково съединение да бъде 7-а мотострелкова дивизия, в която да бъде развърнат първият отделен ракетен дивизион (съкр. ОРДн) в гарнизон Бояново.

## Хронология
- пролет 1962 г. – сформиран
- 1962 г. – връчване на бойното знаме
- 11 май 1963 г. – Първи боен пуск (от района на с. Славянци), първи пуск на ракета на територията на България
- 10 юни 1964 г. – Втори боен пуск (2-ра стартова батарея) от района на Карнобат
- 1967 г. – начало на превъоръжаване (замяна на ракетния комплекс 2К6 „Луна“ (FROG) с 9К52 „Луна-М“)
- 16 април 1969 г. – Трети боен пуск (3-та стартова батарея), първи пуск с 9К52 „Луна-М“
- м. август 1971 г. – Четвърти боен пуск (3-та стартова батарея) от района на Варненското езеро по време на учението „Преслав-71“
- 21 май 1972 г. – Пети боен пуск (групов – 1-ва и 2-ра стартова батарея с бойни ракети и 3-та стартова батарея с имитатор) от полигон Ново село по време на показно тактическо учение пред Фидел Кастро
- 8 юни 1974 г. – Шести боен пуск – 1-ва стартова батарея Пуск по морска цел
- м. юли 1976 г. – Седми боен пуск от 2-ра стартова батарея, дивизионно тактическо учение в района на полигона „Корен“
- 17 август 1978 г. – Осми боен пуск (2-ра стартова батарея)
- август 1981 г. – Девети боен пуск – 2-ра стартова батарея вис. Гяура, Карнобат
- 1 октомври 1982 г. – Десети боен пуск (групов удар – 1-ва и 2-ра стартови батареи) по време на учението „Щит-82“
- м. май 1984 г. – Единадесети боен пуск (2-ра стартова батарея)
- 14. февруари 1987 г. – Дванадесети боен пуск (1-ва стартова батарея)
- 11 март 1989 г. – Тринадесети боен пуск (1-ва стартова батарея)
- 12 февруари 1993 г. – Четиринадесети боен пуск (2-ра стартова батарея)
- 1 септември 1995 г. – разформиран